# Еденско језеро
Еденско језеро (енгл. Eden Lake) је британски хорор филм из 2008. године, редитеља Џејмса Воткинса, са Кели Рајли, Мајклом Фасбендером и Џеком О'Конелом у главним улогама. Награђен је Наградом Емпајер за најбољи хорор, а био је номинован и у категорији најбољег британског филма на додели исте награде.
Иако није остварио претеран комерцијални успех, филм је добио веома позитивне оцене критичара и публике. Еденско језеро на специфичан начин обрађује тему малолетничке делинквенције и приказује колико далеко она може ићи. Премијера филма је била на Филмском фестивалу у Кану.

## Радња
Млада васпитачица по имену Џени Гринграс, одлази са својим дечком, Стивом Тејлором, на путовање на удаљено језеро у шуми, Њих двоје постају жртве малолетних делинквената који убијају Стива док Џени успева да побегне и почиње да им се свети...

## Улоге
| Глумац          | Улога         |
| --------------- | ------------- |
| Кели Рајли      | Џени Гринграс |
| Мајкл Фасбендер | Стив Тејлор   |
| Џек О'Конел     | Брет          |
| Фин Аткинс      | Пејџ          |
| Џејмс Ганди     | Адам          |
| Томас Таргус    | Купер         |
| Бронсон Веб     | Рис           |
| Шон Дули        | Џон           |
| Томас Гил       | Рики          |
| Џејмс Бароуз    | Хари          |
| Мега Јодсел     | Хип Хоп       |